# Distrikt Copallín
Der Distrikt Copallín liegt in der Provinz Bagua in der Region Amazonas in Nord-Peru. Der Distrikt wurde am 26. Dezember 1870 gegründet. Er besitzt eine Fläche von 98,9 km². Beim Zensus 2017 wurden 4972 Einwohner gezählt. Im Jahr 1993 lag die Einwohnerzahl bei 6570, im Jahr 2007 bei 6126. Sitz der Distriktverwaltung ist die 696 m hoch gelegene Ortschaft Copallín mit 1976 Einwohnern (Stand 2017). Copallín befindet sich 13 km ostsüdöstlich der Provinzhauptstadt Bagua.

## Geographische Lage
Der Distrikt Copallín liegt im äußersten Süden der Provinz Bagua. Er reicht von einem Höhenkamm der peruanischen Zentralkordillere im Nordosten bis zum rechten Flussufer des nach Nordwesten fließenden Río Utcubamba im Südwesten.
Der Distrikt Copallín grenzt im Südwesten an den Distrikt Bagua Grande (Provinz Utcubamba), im nördlichen Westen an den Distrikt Bagua, im Nordwesten und im Norden an die Distrikte La Peca und Aramango sowie im Osten und im Südosten an den Distrikt Cajaruro (Provinz Utcubamba).

## Ortschaften
Neben dem Hauptort gibt es folgende größere Ortschaften im Distrikt:
- Alenya (491 Einwohner)
- Cambio Pitec